# Міколай Шидловєцький (молодший)
Міколай Станіслав Шидловєцький гербу Одровонж (нар. між 1475 і 1480 — пом. 18 лютого 1532) — державний діяч Королівства Польського, надвірний хорунжий (1503—1507), коронний крайчий (1507—1515) і підкоморій (1507—1510), краківський бурґграф (1508—1532) і підкоморій (1510—1515), каштелян радомський (1509—1515) і сандомирський (1515—1532), підскарбій Королівства Польського (1515—1532); староста радомський (1507—1532), ольштинський (1507/1508—1532), ґостинінський (1508—1509), лелювський (1511—1532), кшепицький (1519—1532), освенцимський і заторський (1522—1532), городоцький (1527—1532).

## Життєпис
Народився Міколай, за різними даними, між 1475 і 1480 роками, ймовірно в родинному Шидловці. Був, найпевніше, четвертим сином Станіслава Шидловєцького та його другої дружини Зофії Ґождзиковської. Мав рідних 6 братів і 8 сестер, а також 2 братів і сестру від першого шлюбу батька.
Міколай став придворним короля Яна I Ольбрахта, був його ложничим. 1497 року взяв участь у невдалому Буковинському поході проти Молдавського князівства, під час якого проявив себе як сильний і справний вояк, хоч і зазнав поранення. У червні 1501 року перебував біля ложа помираючого короля.
Після смерті монарха Міколай став придворним королевича Сигізмунда. Супроводжував останнього в усіх поїздках, а також їздив з дипломатичним дорученням від нього до короля Олександра в Литву.
На початку 1503 року отримав посаду надвірного хорунжого. У лютому 1507 року брат Пйотр відступив йому посаду крайчого коронного. В березні король Сигізмунд I віддає йому староство радомське, а в травні призначає підкоморієм надвірним, хоча формально цю посаду продовжував займати Станіслав Шафранєц. Наприкінці 1507 — на початку 1508 року король надав Шидловєцькому староство ольштинське. 1508 року, після смерті брата Пйотра, став краківським бурґграфом, також від імені його вдови Барбари був старостою ґостинінським до викупу цього староства наступного року братом Кшиштофом. 1509 року стає каштеляном радомським. До тих урядів і гідностей через короткий час додалися посада підкоморія краківського (1510), відступлена братом Кшиштофом, 1511 року отримав консенс короля на викуп староства лелювського. 1512 року їздив до Угорщини, відвозив запрошення на весілля короля з Барбарою Запольською для угорських достойників.
1515 року Міколай супроводжував короля на Віденському з'їзді монархів. Після повернення до Польщі 21 жовтня він отримав нові посади підскарбія Королівства Польського та каштеляна сандомирського.
1519 року став старостою кшепицьким. Тоді ж разом із братом Кшиштофом отримали королівський дозвіл на викуп староства буського від спадкоємців Міколая Каменецького. Проте, очевидно, староства не обійняли, бо вже 28 червня 1520 року на цій посаді згадується зять Каменецького Станіслав Спінек із Бендкува, а з 1521 року, спочатку співстаростою, а пізніше одноосібним старостою стає шваґер попереднього Якуб Сенциґньовський. 1521 року король надав Шидловєцькому негродове староство кшепицьке, яке Міколай викупив за 4 000 злотих у Барбари, доньки померлого Станіслава Курозвенцького. 1522 року Міколай разом із Яном (Гансом) Бонером отримав гродові староства освенцимське та заторське. Вони разом керували староством до смерті останнього 15 грудня 1523 року, надалі Міколай був старостою одноосібно. Збереглася їхня спільна печатка 1522 року. На ній зображені в полі два герби Одровонж і Бонарова, підвішені один біля одного. Зміст напису: Міколай з Шидловця, Ян Бонер, старости освенцимські та заторські. Збереглися також зразки печаток часів одноосібного посідання Міколаєм Шидловєцьким староства освенцимсько-заторського. На них у восковій чаші зображений щит із гербом Одровонж. Напис, розміщений частково в полі, на стрічках, частково в обідку: Міколай із Шидловця, каштелян сандомирський, підскарбій Королівства Польського, староста освенцимський і заторський
Свої обов'язки підскарбія Міколай виконував досить сумлінно. Йому в цьому значну допомогу надавав Ганс Бонер, який навіть заміняв Шидловєцького більше ніж рік під час Прусської війни 1520 року. 1525 року підскарбій орендував збори мита в Люблінській землі на чотири роки за річну плату 4 000 польських злотих, 1530 року орендував збори мита в землі Краківській. Був підписантом Краківського миру 1525 року.

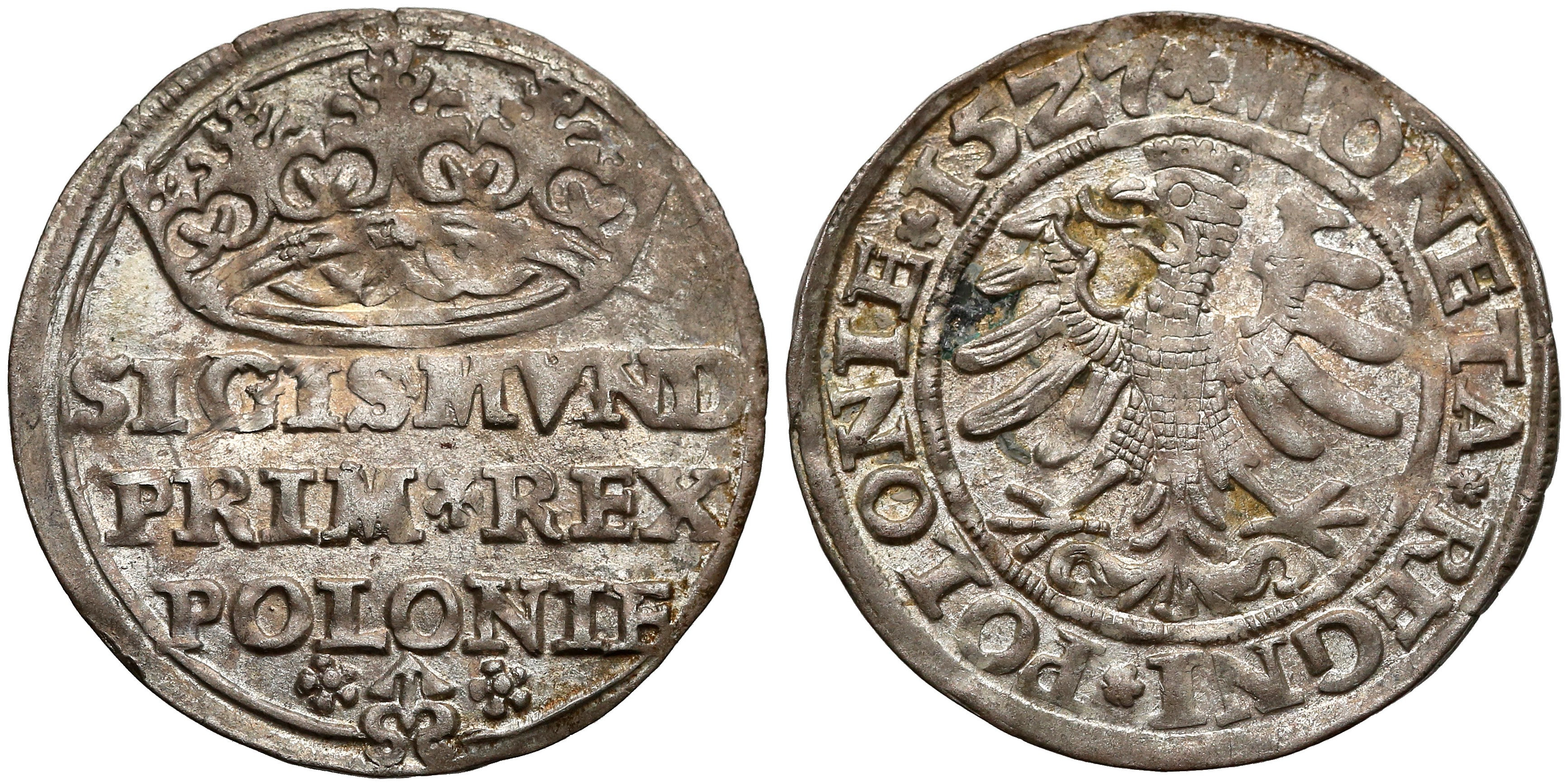
Грош коронний Сигізмунда I Старого з гербом Міколая Шидловєцького «Одровонж» (ліве зображення, внизу)

Протягом 1526-1528 років була здійснена грошова реформа. 1526 року відновив свою діяльність краківський монетний двір. У Польщі з'явилися нові різновиди монет: гроші, тернари (трояки) і динари (двояки). Відповідно до ординації 1526 року, загальний контроль над монетним двором здійснював великий підскарбій коронний Міколай Шидловєцький, отримував за це 33 злотих 18 грошей на тиждень. До його обов'язків входив нагляд за «якістю монети та належним функціонуванням фабрики». З трьох нових типів монет, викарбуваних на Краківському монетному дворі, лише грош був прикрашений гербом Одровонж Міколая Шидловєцького. 16 лютого 1528 року Пйотркувський сейм прийняв рішення про карбування краківським монетним двором нових типів монет: шостаків та трояків зі швідницьких півгрошів, а також постановив карбувати дукати. Для виконання цього завдання на допомогу підскарбієві надано секретаря Сигізмунда Старого Юстуса Людвіка Деція. 1528 року розпочав свою діяльність торунський монетний двір, який карбував монети для Королівської Пруссії, його адміністратором став Децій. Відкриття нового монетного двору в Торуні, ймовірно, стало причиною закриття Королівського монетного двору в Кракові 1529 року. 1530 року поряд з прусським за дозволом канцлера Кшиштофа Шидловєцького з’явилися міські монетні двори, які карбували монети для Ґданська та Ельблонга. Міколай Шидловєцький, до компетенції якого відносилася дана справа, виявив дивовижну пасивність і не відреагував на протиправні дії брата. Король же, дізнавшись про це, негайно позбавив їх права карбування монети.

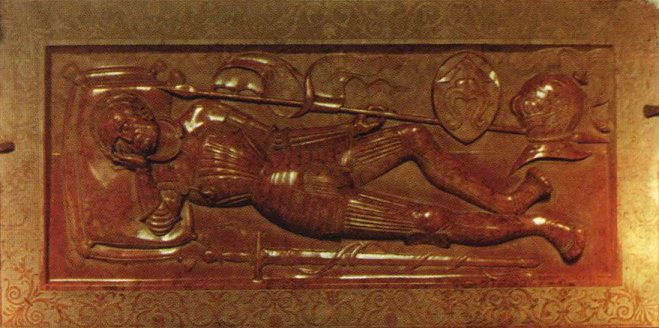
Надгробок Міколая Шидловєцького в костелі Святого Зиґмунта м. Шидловєць

Міколай став одним із найближчих соратників короля, супроводжував його в багатьох поїздках. Разом із братом Кшиштофом, Яном Лаським і Пйотром Томіцьким, Міколай був одним із найвпливовіших діячів Корони.

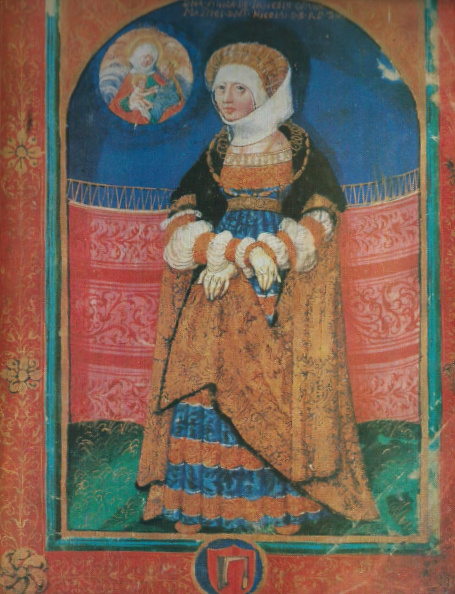
Анна з Тенчинських Шидловєцька, малюнок Станіслава Самотрільника

Помер Міколай Шидловєцький 18 лютого 1532 року. Кшиштоф Шидловєцький у шидловєцькому костелі Святого Зиґмунта біля бронзових гробниць батька та брата Якуба збудував також і братові Міколаю надгробок з червоного угорського мармуру, вмурований до північної стіни пресвітерію На мармуровій плиті зображена фігура лицаря в латах, що поклав голову на подушку. Виготовлення надгробка приписують краківській майстерні Бартоломео Берреччі та Джованні Чіні.

## Сім'я
Міколай Шидловєцький близько 1502 року одружився з Анною з Тенчинських (пом. 1535), донькою воєводи руського Міколая Тенчинського. Подружжя мало 5 дітей — три доньки й 2 синів. Проте всі діти померли, не доживши до повноліття. Відоме ім'я лише однієї доньки Зофії, котра 1518 року була придворною королеви, мала на той час 14 чи 15 років, отже народилася 1503 чи 1504 року.

## Маєтності та фундації

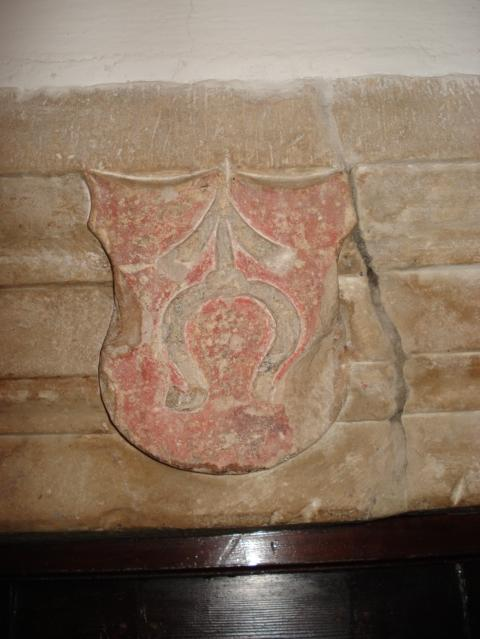
Герб Одровонж на дверному порталі замку в Шидловці

Міколай успадкував Шидловєць із прилеглими селами. Після смерті брата Якуба, його доньки Барбара та Зофія продали свої спадкові володіння дядькам Кшиштофові та Міколаєві за 3 885 злотих кожна. Міколаєві дістався Цмелюв. 1511 року набув права на Мидльники. 1517 року він отримав від Ієроніма зі Спрови його маєтки Карньовиці, Лючиці, Дошно та Вонзлін. 1522 року придбав Хлевиська, 1525 року придбав Сади, трохи раніше придбав за 500 злотих Черніхув і Пшеґіню (тепер Пшеґіня-Духовна і Пшеґіня-Народова). 1510 року отримує від короля в подарунок плац і дворик у передмісті Пйотркува.

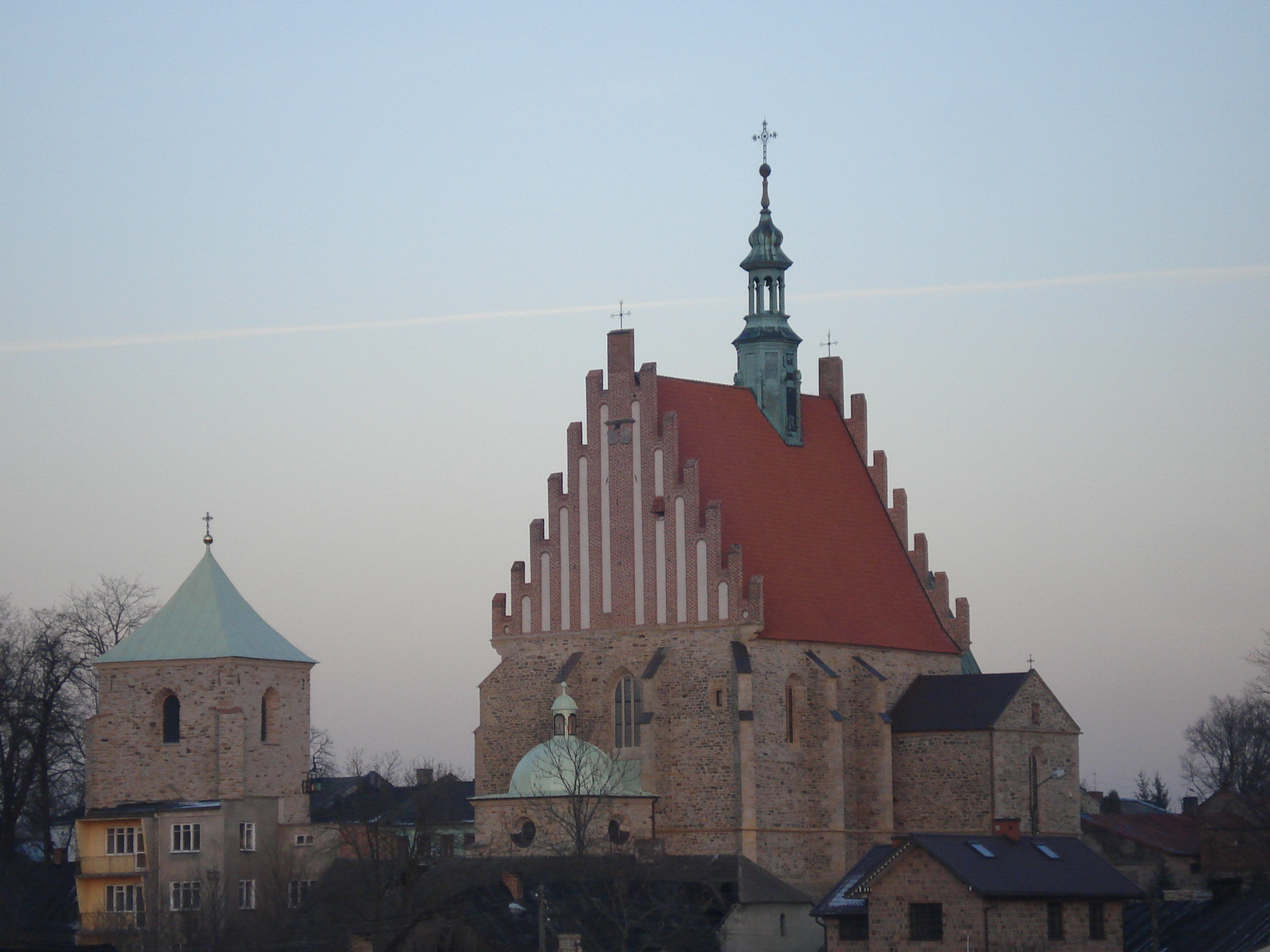
Костел Святого Зиґмунта в Шидловці

Міколай дбав про розвиток належних йому маєтків. Король надав привілей на проведення торгів і ярмарку в належних до староства ольштинського містах Ченстохові та Пширові, а також у належному йому Ґостиніні. 1512 Сигізмунд Старий надав Цмельову статус міста, Міколай у 1510—1511 роках реставрував місцевий костел.
Радомський замок був розширений і перебудований, навколо нього були створені великі рибальські ставки, які збільшили доходи староства. Старий дерев'яний замок в Освенцимі був здебільшого перебудований на мурований. Замок у Городку, якому загрожувала руйнація, повністю відреставрували. Шидловєцький збудував і відновив замок у Кшепицях, покрив його фасад і камери розписом. Замок у Заторі Міколай відбудував і збудував там кухню з водогоном. Він також розпочав відбудову занедбаного замку в Ольштині, тут за його урядування з'явилися бурґраф і підстароста.
У своєму родинному Шидловці збудував замок, продовжив і закінчив близько 1525 року розпочату братом Якубом реставрацію фарного костелу Святого Зиґмунта. Розписи на стінах і стелі (сучасна стеля пізнішого періоду — XVIII ст.) виконав відомий цистерціанський художник і чернець із Могили Станіслав Самострільник. Останній також зробив ілюстрації та мініатюри до родинної родовідної книги лат. Liber genesos illustris Familiae Shidlovicae, замовниками якої були Міколай і Кшиштоф Шидловєцькі.
1505 року Міколай Шидловєцький отримав від короля Олександра привілей на проведення двох ярмарків у Шидловці, а 1508 року отримав королівський привілей на проведення щотижневих п'ятничних ярмарків, також отримав у короля привілей на право розміщення в місті складу заліза. На місці батьківського двору Міколай збудував у 1528—1529 роках шпиталь і костел Святого Духа для нього. Шпиталь був притулком для людей похилого віку, хворих і бідних. Невдовзі навколо нього було збудовано кладовище.